# Хамфри (кот)
Ха́мфри (англ. Humphrey, c. 1988 — март 2006) — кот, служивший главным мышеловом в резиденции британских премьеров на Даунинг-стрит, 10; он служил при трёх премьер-министрах Великобритании — Маргарет Тэтчер, Джоне Мейджоре и Тони Блэре.

## Биография
Хамфри родился в 1988 году и получил своё имя в честь персонажа сериала «Да, господин министр». Он заменил на посту мышелова кота Уилберфорса, не оставлявшего свой пост до самой смерти. Уилберфорс считался значительно лучше профессионального истребителя вредителей, который стоил казне 4 тысячи фунтов в год, но, по сообщениям, ни разу не поймал мышь, в то время как Хамфри исправно ловил мышей, а его содержание обходилось около ста фунтов в год. Так что Хамфри сделал быструю карьеру и ко времени своей отставки занимал должность Главного мышелова резиденции правительства (англ. Chief Mouser to the Cabinet Office). Недостатка в работе у него не ощущалось: здание на Даунинг-стрит весьма старое, и мыши в нём — постоянная проблема.
Хамфри стал любимцем фоторепортёров, позируя им на фоне знаменитой двери на Даунинг-стрит, 10. Однажды любовь к позированию едва не стоила ему жизни: Хамфри еле-еле вывернулся из-под колес «Кадиллака» президента США Билла Клинтона.
В 1994 году Хамфри был заподозрен в убийстве четырёх малиновок, гнездившихся над одним из окон резиденции премьера. Впрочем, премьер-министр Джон Мейджор поспешил защитить своего подчинённого: «Боюсь, что Хамфри был обвинён несправедливо», — сказал премьер. После смерти кота журналист Джордж Джонс признался, что история убийства была им выдумана.
В 1995 году Хамфри неожиданно пропал. Через некоторое время пресс-служба премьера объявила о его предполагаемой смерти, однако кот нашёлся в Медицинском колледже королевской армии, служащие которого приняли его за бездомного и дали ему имя РС. После возвращения Хамфри от его имени было издано следующее заявление: «I have had a wonderful holiday at the Royal Army Medical College, but it is nice to be back and I am looking forward to the new parliamentary session» (Я провёл отличные каникулы в Медицинском колледже королевской армии, но теперь я рад своему возвращению и готовлюсь к следующей парламентской сессии).
После того, как на выборах 1997 года победили лейбористы, новым хозяином дома на Даунинг-стрит стал Тони Блэр. Сразу же пошли слухи о том, что Шери Блэр невзлюбила Хамфри. Чтобы опровергнуть эти слухи, пресс-служба распространила фотографию миссис Блэр с Хамфри на руках и присоединила от имени мышелова новый лейбористский девиз: «I am going to hit the mouse running».
Тем не менее, в ноябре 1997 года было решено, что Хамфри нуждается в уходе из-за проблем с почками, которые появлялись у него и ранее. Хамфри ушёл в отставку и поселился в доме одного из работников офиса премьер-министра. Новый адрес Хамфри тщательно скрывался до самой его смерти. 20 марта 2006 года представитель пресс-службы премьера подтвердил кончину премьерского мышелова в отставке: «Хамфри, к сожалению, умер где-то на прошлой неделе».